# Sociedad Vril
La Sociedad Vril es una sociedad pseudocientífica y esotérica surgida durante el período del Tercer Reich. Gran parte de sus actividades han sido objeto de numerosas especulaciones, incluyendo la propia existencia de la sociedad. Vril es una sustancia nombrada en la novela de ciencia ficción The Coming Race or Vril: The Power of the Coming Race (1871), del autor Edward Bulwer-Lytton. Varios lectores teosofistas creyeron que era un relato verídico sobre la existencia de una raza superior que habitaba en las profundidades de la Tierra y que utilizaba una energía llamada «Vril» la cual les daba millones de años más avanzados. En la década de 1960 comenzaron a surgir teorías conspirativas sobre la Sociedad Vril.

## Willy Ley

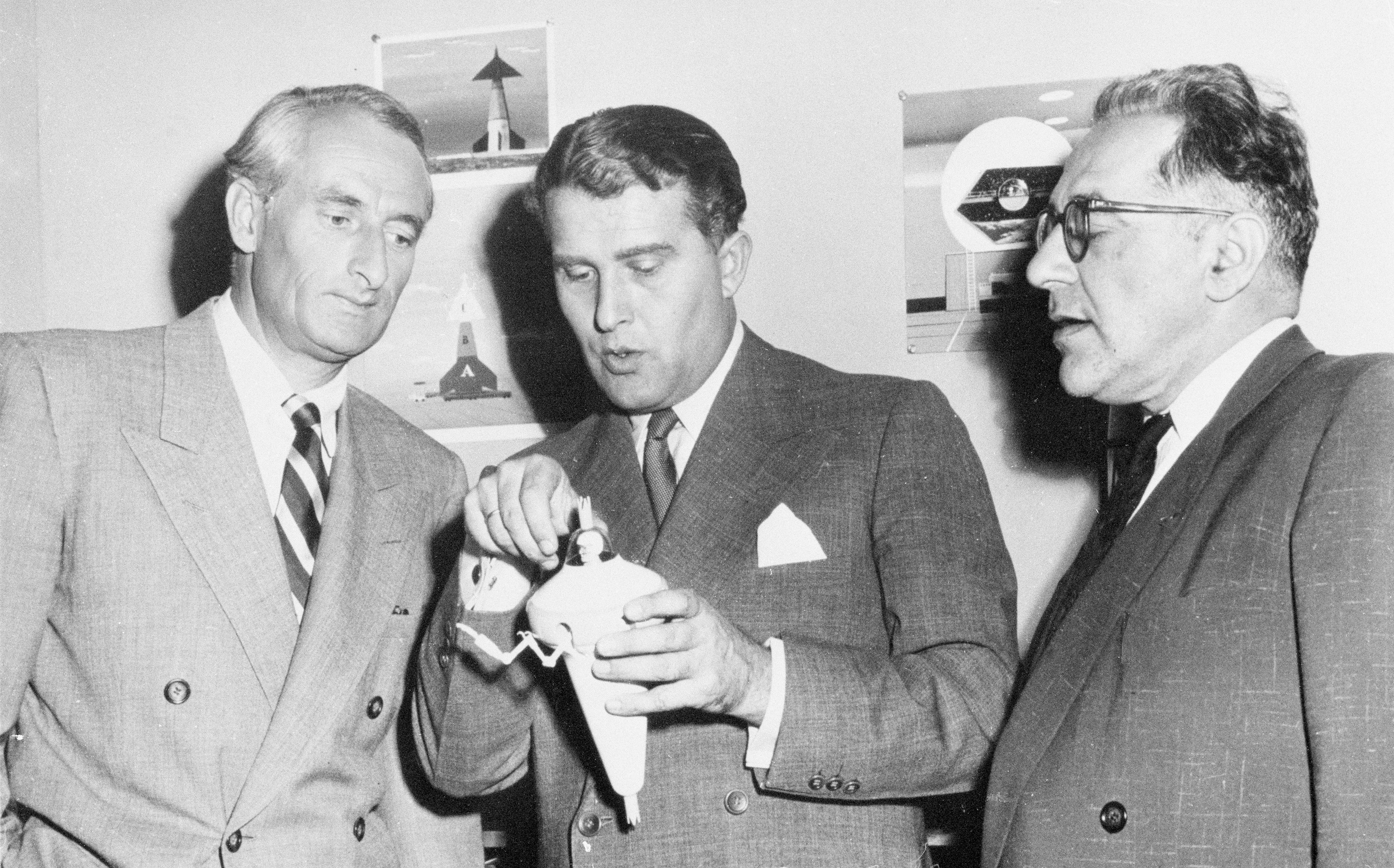
Willy Ley (a la derecha) en una charla con Heinz Haber y Wernher v. Braun, 1954

Willy Ley era un ingeniero alemán que había emigrado a los Estados Unidos en la década de 1930. En 1947 publicó un artículo titulado "Pseudoscience in Naziland" (Pseudociencia en Nazilandia) en la revista de ciencia ficción Astounding Science Fiction, en el que intentaba explicar a sus lectores cómo Alemania había investigado varias teorías pseudocientíficas y esotéricas durante el gobierno nacionalsocialista. Atribuyó esta tendencia a la gran popularidad de varias teorías esotéricas durante la época. Entre otros grupos pseudocientíficos menciona uno muy peculiar: "El siguiente grupo fue literalmente fundado a partir de una novela. Ese grupo al que me refiero se hacía llamar Wahrheitsgesellschaft - Sociedad por la Verdad - y se encontraba más o menos localizado en torno a Berlín, dedicando su tiempo a la búsqueda del Vril."
El artículo de Willy Ley y dos pequeños panfletos titulados "Reichsarbeitsgemeinschaft‚ Das kommende Deutschland", que describe un sistema de movimiento perpetuo basado en el Vril, son la única base real de las especulaciones sobre la Sociedad Vril que se produjeron posteriormente sobre la "Sociedad por la Verdad" que Ley afirma que realizaba investigaciones sobre la existencia del Vril, y que posiblemente esté relacionado con las teorías especulativas de las Wunderwaffe (armas maravillosas) que los alemanes intentaron desarrollar sin éxito.

## Jacques Bergier y Louis Pauwels
La existencia de una Sociedad Vril fue defendida por primera vez en 1960 por Jacques Bergier y Louis Pauwels. En su libro El retorno de los brujos, publicado en 1960, afirmaban que la Sociedad Vril era una comunidad secreta de ocultistas que surgió en Berlín antes del ascenso de los nacionalsocialistas. La Sociedad Vril de Berlín era de hecho una especie de círculo interno de la Sociedad Thule. También afirmaban que se encontraba en estrecho contacto con la sociedad inglesa conocida como Orden Hermética del Amanecer Dorado. La información sobre la Sociedad Vril ocupa una décima parte del libro, mientras que el resto detalla otras especulaciones esotéricas, pero los autores no aclaran si los hechos que relatan son verídicos o ficticios.
En su libro Monsieur Gurdjieff, Louis Pauwels afirmaba que la Sociedad Vril había sido fundada por el general Karl Haushofer, un aprendiz de mago, y por el metafísico Armenio Georges Gurdjieff.
A partir de estos libros surgieron varias teorías conspirativas en torno a la existencia de la Sociedad Vril.

## Michael Fitzgerald
Un historiador llamado Michael Fitzgerald ha publicado dos libros acerca de la Sociedad Vril, tratando de establecer la realidad y la supuesta pertenencia de Adolf Hitler a la misma.
- Michael FitzGerald, Storm Troopers of Satan (Robert Hale, 1990)
- Michael FitzGerald, Adolf Hitler: A Portrait (Spellmount, 2006)

## Publicaciones sobre la Sociedad Vril en alemán
El libro de Jacques Bergier y Louis Pauwels fue publicado en alemán con el título Aufbruch ins dritte Jahrtausend: von der Zukunft der phantastischen Vernunft en 1969.
En la década de 1990 se produjo un renovado interés por la Sociedad Vril en Alemania con la aparición de nuevas publicaciones. En 1992 Norbert Jürgen-Ratthofer y Ralf Ettl publicaron Das Vril-Projekt, en el que unían las teorías sobre la Sociedad Vril con el mito de la fabricación de platillos volantes por parte de los alemanes. 
En 1993 el autor alemán de extrema derecha Jan Udo Holey, escribiendo bajo el pseudónimo de Jan van Helsing publicó Geheimgesellschaften und ihre Macht im 20. Jahrhundert del que dice haber vendido más de 100.000 ejemplares.
En su libro Black Sun el profesor Nicholas Goodrick-Clarke se refiere a la investigación del autor alemán Peter Bahn, que ha revelado un origen plausible para el mito de la Sociedad Vril. En 1996 en su ensayo Das Geheimnis der Vril-Energie Bahn habla sobre un oscuro grupo esotérico autodenominado "Reichsarbeitsgemeinschaft", que aparece en una publicación de 1930: Vril. Die Kosmische Urkraft escrito por un miembro de este grupo berlinés con el pseudónimo de "Johannes Tauffer". Publicado por el influyente editor y astrólogo Wilhem Becker (que Bahn cree que es "Tauffer"), este panfleto de 60 páginas dice poco del grupo salvo que fue fundado en 1925 para estudiar la energía Vril y otros sistemas energéticos especulativos que denomina "tecnología psicofísica". También habla de la reforma y continuación del rosacrucianismo alemán durante el siglo XX. Ese mismo año también apareció otro panfleto como ese titulado Weltdynamismus, publicado por el mismo grupo con un autor y editor diferente, Otto Wilhelm Barth, aunque ambos panfletos se mencionan mutuamente. Los términos usados en ambos son idénticos a la terminología de la Logia Pansophia, una orden ocultista alemana influenciada por el futurismo que defendía la fusión del ocultismo y la ciencia alternativa acuñando términos como "psicofísica". Estos panfletos parecen indicar la existencia de un pequeño grupo de ideología pansofista. En su libro Free Energy Pioneer el escritor y esoterista Theo Paijmans sugiere que la Logia Pansophia se dividió en 1925 entre la Ordo Templi Orientis y la Fraternitas Saturni, así que la sociedad Reichsarbeitsgemeinschaft, autora de los dos panfletos posiblemente fue una facción pequeña de este cisma. Goodrick-Clark investigó los supuestos vínculos entre este grupo y varias órdenes neotemplarias y considera que posiblemente era la "Sociedad por la Verdad" que menciona Willy Ley.